# La Chanson de l'orphelin
La Chanson de l'orphelin (Aventuras de Joselito y Pulgarcito) est un film espagnol réalisé par René Cardona, sorti en 1960. 

## Fiche technique
- Titre original : Aventuras de Joselito y Pulgarcito
- Réalisation : René Cardona
- Scénario : René Cardona, Adolfo Torres Portillo et Emilio Canda
- Dialogues : Rodolfo Benitez
- Photographie : Alex Phillips
- Musique : Enrique Rodriguez et Manuel Esperón
- Montage : Rafael Ceballos
- Durée : 86 min

## Distribution
- Joselito : Joselito
- Cesáreo Quezadas : Pulgarcito
- Enrique Rambal
- Óscar Ortiz de Pinedo
- Alfredo Wally Barrón
- Anita Blanch
- Manuel Capetillo
- Florencio Castelló
- Arturo Castro "Bigotón"
- Enrique García Álvarez
- Nora Veryán
- Guillermo Álvarez Bianchi